# Guinda
Guinda – jednostka osadnicza w Stanach Zjednoczonych, w stanie Kalifornia, w hrabstwie Yolo.